# Pananjung (Pamulihan)
Pananjung is een bestuurslaag in het regentschap Garut van de provincie West-Java, Indonesië. Pananjung telt 3501 inwoners (volkstelling 2010).